# رودیگر میلکه
رودیگر میلکه (انگلیسی: Rüdiger Mielke; ۴ سپتامبر ۱۹۴۴ – ۱۸ دسامبر ۲۰۲۱) بازیکن فوتبال اهل آلمان بود.
از باشگاه‌هایی که در آن بازی کرده‌است می‌توان به باشگاه فوتبال دویسبورگ اشاره کرد.